# Filtre Nuclepore
Un filtre Nuclepore (nom de marca Nuclepore de Whatman, part de GE Healthcare) és un tipus de filtre fet a partir d'una membrana amb forats de pocs micrometres feta de plàstic (p. ex. policarbonat). Aquests filtres es creen generalment exposant la membrana a radiació que debilita el plàstic i crea àrees específiques que es poden eliminar submergint la membrana en àcid (o altres substàncies químiques). La tècnica i la patent van ser desenvolupades per Robert L. Fleischer, P. Buford Preu, i Robert M. Walker com a resultat de la seva recerca sobre els efectes de la radiació en sòlids, amb atenció especial als materials exposats a partícules energètiques a l'espai. La tècnica permet crear forats uniformes de qualsevol diàmetre desitjat per permetre filtrar fins i tot un virus.
L'ús més habitual dels filtres Nuclepore és en microbiologia on s'utilitzen per atrapar cèl·lules mentre s'eliminen tots els altres fluids i partícules més petites.